# Al-Riyad SC
Al-Riyad SC (Arabisch: نادي الرياض السعودي) is een Saoedi-Arabische voetbalclub uit de hoofdstad Riyad in Saoedi-Arabië. De club is de vierde club van de stad na Al-Hilal, Al-Nassr en Al-Shabab. 

## Geschiedenis
De club werd in 1953 opgericht als Ahli Riyad. Later werd nog de naam Yamama aangenomen alvorens de huidige naam Al-Riyad in gebruik genomen werd. Bij de start van de Saoedische competitie in 1976 eindigde de club meteen op een degradatieplaats. De club keerde meteen terug, maar kon ook nu het behoud niet verzekeren. In 1980 promoveerde de club opnieuw en zou nu ook gedegradeerd zijn, echter werd de competitie fors uitgebreid voor het volgende seizoen waardoor ze van degradatie gespaard bleven. Nadat de uitbreiding na één seizoen alweer teruggedraaid werd belandde de club weer in de tweede klasse. Ook nu konden ze meteen terugkeren. Ook in 1984 zou de club degraderen maar werd andermaal gespaard omdat de competitie van tien naar twaalf clubs ging. Het volgende seizoen werden ze zevende en eindigden ze voor het eerst niet onderaan de rangschikking, een plaats die het volgende seizoen hun deel werd. 
Na drie jaar tweede klasse promoveerde de club in 1989 weer en kon deze keer voor lange tijd een vaste waarde worden in de competitie. In 1994 werd de club vicekampioen en won dat jaar de beker. In 1995/96 mochten ze daardoor deelnemen aan de beker der bekerwinnaars, waar ze de halve finale bereikten. Hier trokken ze zich echter terug. Na nog een derde plaats in 1995 eindigde de club enkele keren in de middenmoot. Nadat de club in 2001 en 2002 nog vijfde werd konden ze de volgende twee seizoenen de degradatie maar net vermijden. In 2005 degradeerde de club opnieuw en slaagde er tot dusver niet meer in om terug te keren.

## Erelijst
- Crown Prince Cup

1994

## Internationaal
2R = tweede ronde, 1/4 = kwartfinale, 1/2 = halve finale
| Seizoen | Competitie              | Ronde | Club             | Score    |
| ------- | ----------------------- | ----- | ---------------- | -------- |
| 1995/96 | Beker der bekerwinnaars | 2R    | Homenmen Beiroet | 3-0, 2-0 |
|         |                         | 1/4   | Kazma SC         | 2-1, 0-1 |
|         |                         | 1/2   | Al Talaba        | walkover |